# 静岡県立西部特別支援学校
静岡県立西部特別支援学校（しずおかけんりつ せいぶとくべつしえんがっこう）は、静岡県浜松市中央区根洗町にある県立肢体不自由特別支援学校。

## 設置学部
- 小学部
- 中学部
- 高等部

## 歴史
- 1964年（昭和39年）4月1日 ‐ 浜松市根洗町3232に静岡県立静岡養護学校 西部分校として設立
- 1974年（昭和49年）4月1日 ‐ 静岡県立中央養護学校 西部分校に校名を変更
- 1975年（昭和50年）4月1日 ‐ 静岡県立西部養護学校として独立
- 2008年（平成20年）4月1日 ‐ 静岡県立西部特別支援学校に校名を変更
- 2017年（平成29年）3月27日 ‐ 浜松市北区根洗町597-1に移転[1][2]

## 所在地
- 静岡県浜松市中央区根洗町130